# Chaîne de Ralik
Pour les articles homonymes, voir Ralik.
La chaîne de Ralik ou Railik (en marshallais, Rālik), également appelée chaîne du Couchant, forme un groupe de 18 atolls et îles isolées, situé à l'ouest de l'État des Îles Marshall. Ralik signifie « coucher de soleil » en marshallais. À peu près 20 000 personnes vivent dans ces îles qui sont les moins peuplées de l'archipel.

## Liste des atolls et des îles isolées
Du nord-ouest au sud :
- Ujelang (inhabitée)
- Eniwetok ou Enewetok
- Bikini (inhabitée)
- Ailinginae (inhabitée)
- Rongelap
- Rongerik (inhabitée)
- Wotho
- Ujae
- Lae
- Kwajalein
- Lib
- Namu
- Jabat ou Jabwot
- Ailinglaplap ou Ailinglapalap
- Jaluit
- Kili
- Namdrik
- Ebon